# Duvillaun More
Duvillaun More (iriska: Dubhoileán Mór) är en ö i republiken Irland.   Den ligger i grevskapet Maigh Eo och provinsen Connacht, i den nordvästra delen av landet, 270 km väster om huvudstaden Dublin. Arean är 1,2 kvadratkilometer.
Terrängen på Duvillaun More är platt. Öns högsta punkt är 47 meter över havet. Den sträcker sig 1,1 kilometer i nord-sydlig riktning, och 2,2 kilometer i öst-västlig riktning.